# Astragalus psilocentros
Astragalus psilocentros är en ärtväxtart som beskrevs av Fisch.. Astragalus psilocentros ingår i släktet vedlar, och familjen ärtväxter.

## Underarter
Arten delas in i följande underarter:
- A. p. pilosus
- A. p. psilocentros